# ماري راسموسن
ماري راسموسن (بالدنماركية: Marie Bagger Bohn)‏ هي منافسة ألعاب القوى دنماركية، ولدت في 1 نوفمبر 1972.

## وصلات خارجية
- ماري راسموسن على موقع الاتحاد الدولي لألعاب القوى (الإنجليزية)
- ماري راسموسن على موقع أوليمبيديا (الإنجليزية)